# Benghazi
Benghazi (eller Banghazi, arabiska: بنغازي) är en stad i norra Libyen, som med cirka 637 000 invånare (2003) är landets näst största stad, efter Tripoli. Staden ligger vid Medelhavets kust, och är huvudort i regionen Cyrenaica. Den är mest omgiven av öken. Berget Jabal Akhdar, som ligger norr om staden, erbjuder dock en del grönska. Benghazi var säte för Nationella libyska rådet under det libyska inbördeskriget.

## Näringsliv och kommunikationer
Benghazi är ett kommersiellt och kulturellt centrum, och dess hamn är den viktigaste mellan Alexandria och Tripoli. Industrin omfattar bland annat saltutvinning, oljeraffinering, cementindustri, livsmedelsindustri och fiskeindustri. Här finns även en stor anläggning för destillering av saltvatten. Benghazi har flera statliga institutioner och universitet, det äldsta från 1955. En internationell flygplats, Benina, ligger 32 km öster om staden.

## Historia
Staden grundades på 600-talet f.Kr. av greker under namnet Euesperides. Staden blomstrade under flera hundra år tack vare sitt gynnsamma läge för maritim handel. Den var den västligaste av de grekiska kolonierna i Cyrenaika. På 300-talet f.Kr. kom Cyrenaika under ptolemeiskt styre. Omkring 250 f.Kr. övergavs Euesperides och invånarna flyttades till en nygrundad stad alldeles vid kusten som fick namnet Berenike efter Ptolemaios III:s drottning. Ruinerna av det antika Euesperides har grävts ut i omgångar av brittiska arkeologiska expeditioner, senast 1999-2007 av The Society for Libyan Studies. Berenike grävdes ut av brittiska arkeologer på 1970-talet, men merparten av den antika staden ligger ännu dold under Benghazis gamla stad. 
Under 600-talet fick araberna kontrollen över staden. På 1500-talet blev staden osmansk, och mellan 1911 och 1943 tillhörde den liksom resten av Cyrenaika Italien. Under andra världskriget förstördes staden till stor del, och efter britternas erövring i november 1942 blev den en viktig bas under det nordafrikanska fälttåget.